# Сюльдюкяр (приток Нюи)
Эта статья — о реке. О населённом пункте см. ст. Сюльдюкар.
Сюльдюкя́р (также Сюльдюкээр, Сюлдьюкээр, Сюльджюкяр) — река в Якутии, левый приток Нюи. Длина реки — 102 км (от истока Улахан-Сюльдюкяра — 142 км). Площадь водосборного бассейна — 919 км².
Река образуется слиянием рек Куччугуй-Сюльдюкяр и Улахан-Сюльдюкяр на Приленском плато на востоке Среднесибирского плоскогорья в Ленском районе Якутии, на высоте более 370 м над уровнем моря. Преимущественно течёт в южном направлении. Берега поросли лиственнично-елово-берёзовой тайгой, участками заболочены. Впадает в Нюю по левому берегу на отметке менее 270 м над уровнем моря, выше впадения Чаянды, в 509 км от устья Нюи. Ширина перед устьем — 15-17 м при глубине 0,7-0,9 м. 

## Основные притоки
Указаны поименованные притоки длиной 20 км и более
| Название         | Расстояние от устья | Длина | Положение |
| ---------------- | ------------------- | ----- | --------- |
| Магадяр          | 39                  | 25    | правый    |
| Улахан-Сюльдюкяр | 102                 | 40    | левый     |

## Данные водного реестра
По данным государственного водного реестра России и геоинформационной системы водохозяйственного районирования территории РФ, подготовленной Федеральным агентством водных ресурсов:
- Бассейновый округ — Ленский
- Речной бассейн — Лена
- Речной подбассейн — Лена между впадением Витима и Олёкмы
- Водохозяйственный участок — Нюя
- Код водного объекта — 18030300112117200002954